# Adelebsen
Adelebsen település Németországban, azon belül Alsó-Szászország tartományban. Lakosainak száma 6181 fő (2023. december 31.).

## Fekvése
Göttingentől 15 km-rel északnyugatra fekvő település.

## Története

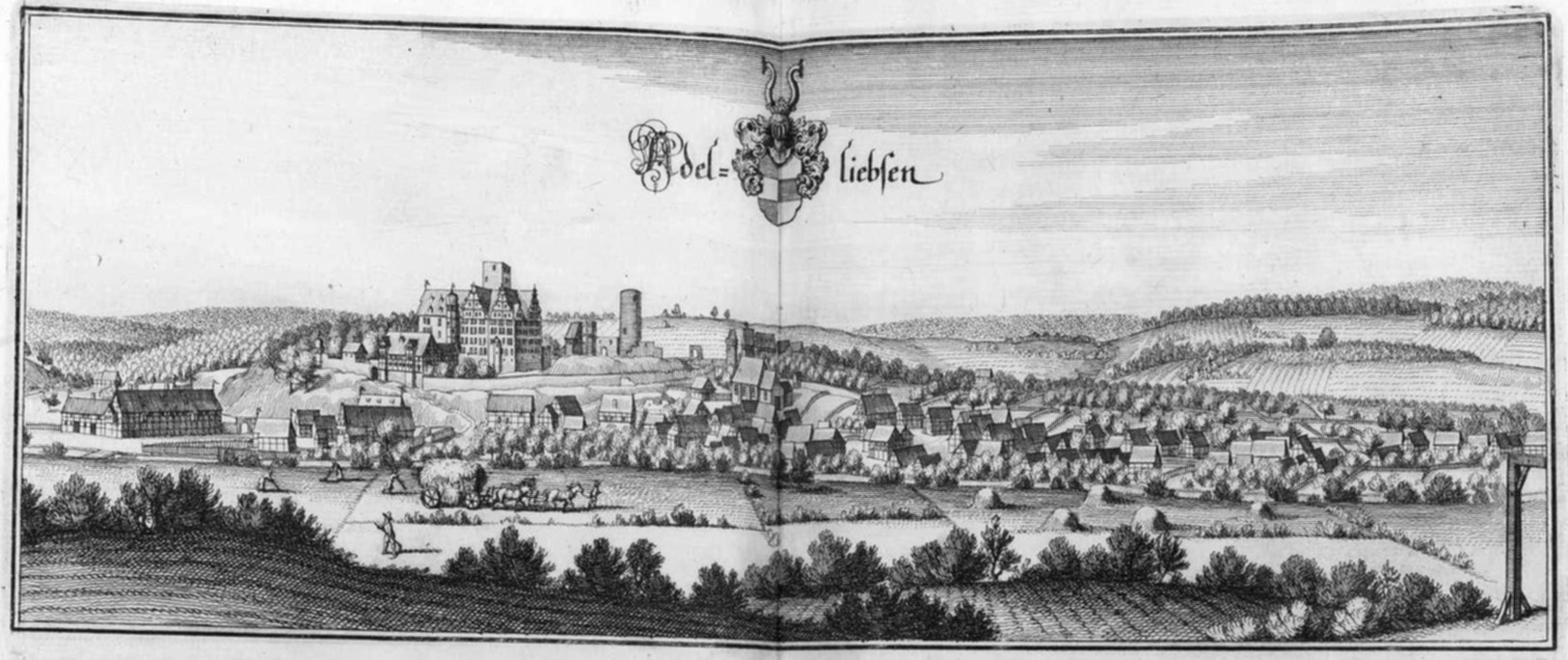

A település nevét 990 ben Ethelleveshusen néven említették először III. Ottó császár húgával Sophie-vel kapcsolatosan, aki ekkor az itteni várban élt. 13. században a Wibbecke közelében fekvő faluban épült kastélyt először 1295-ben említették az írások Adelebsen néven, ami aztán a ma ismert Adelevessen névvé módosult.
1394. május 1-től a város megkapta az úgynevezett "Weichbildrecht"-et, ami egyfajta önkormányzati jog volt.
A harmincéves háborút hasonlóan sok más alsó-szászországi városhoz Adelebsen is megszenvedte.

## Nevezetességek
- Adelebsen vára - a 13. században épült, mikor a Wibbecke uradalom ide tette át székhelyét. A várnak 40 méter magas ötszögű lakótornya van.
- St. Martini Evangélikus templom - a 13. században épült. A templom legrégebbi része a kórus. A reneszánsz szószék építésének ideje 1562-re nyúlik vissza, míg az oltár barokk eredetű. A templom bővítésére valószínűleg a harmincéves háború után került sor, amikor a közeli elpusztult falvakból beáramló lakosok kibővítették.
- Szent Hedvig és Adelheid katolikus templom
- késő gótikus kápolna rom

## Itt születtek, itt éltek
- Heinrich Christian Burckhardt (1811-1879), Forstmann - róla nevezték el a helyi általános iskolát
- Otto Deneke (1875-1956) ügyvéd, helyi politikus, művészettörténész
- Karl-Rudolf Fischer (született 1954-ben), politikus (SPD)
- Ernst Gräfenberg (1881-1957), orvos

## Galéria

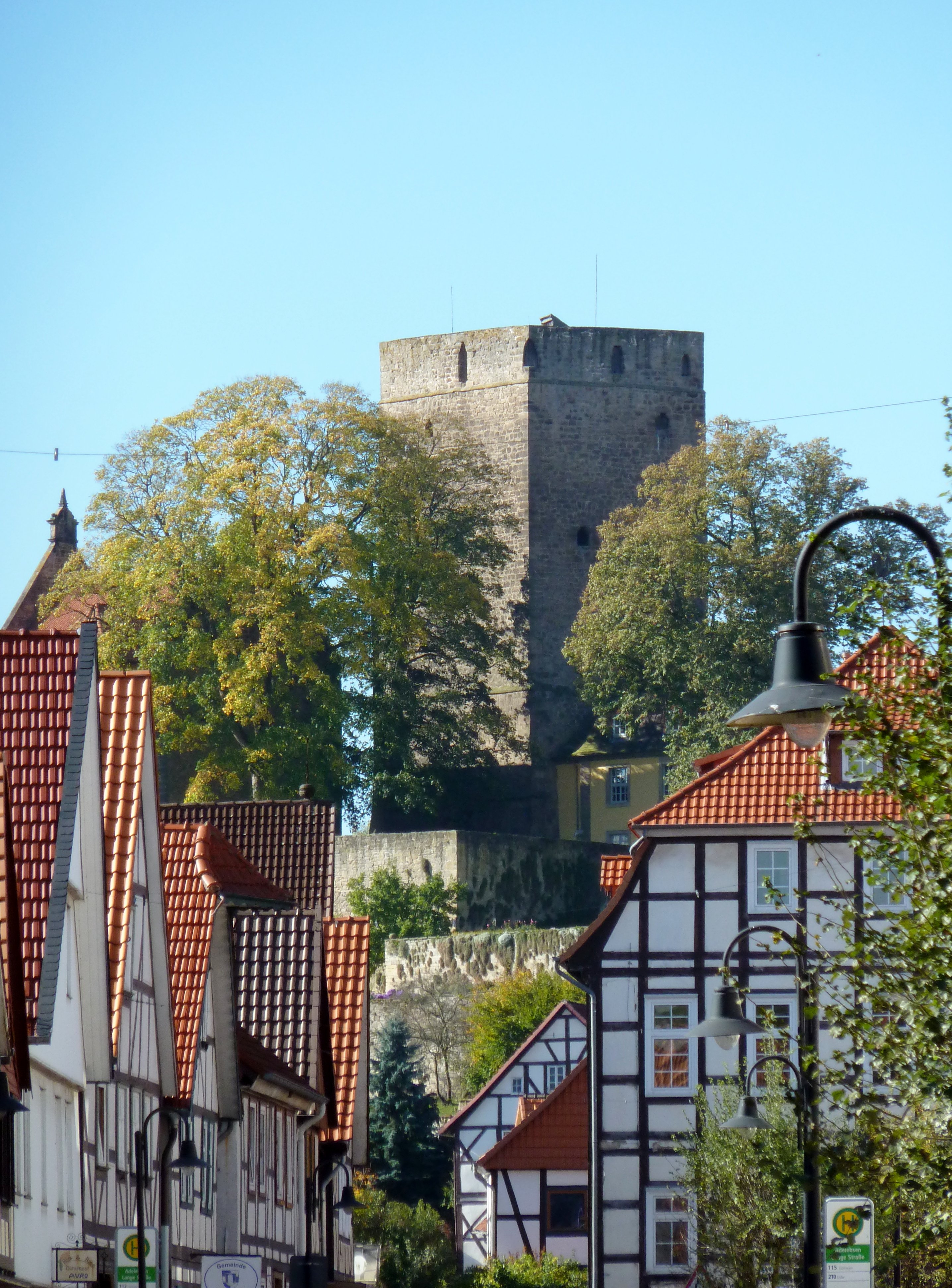
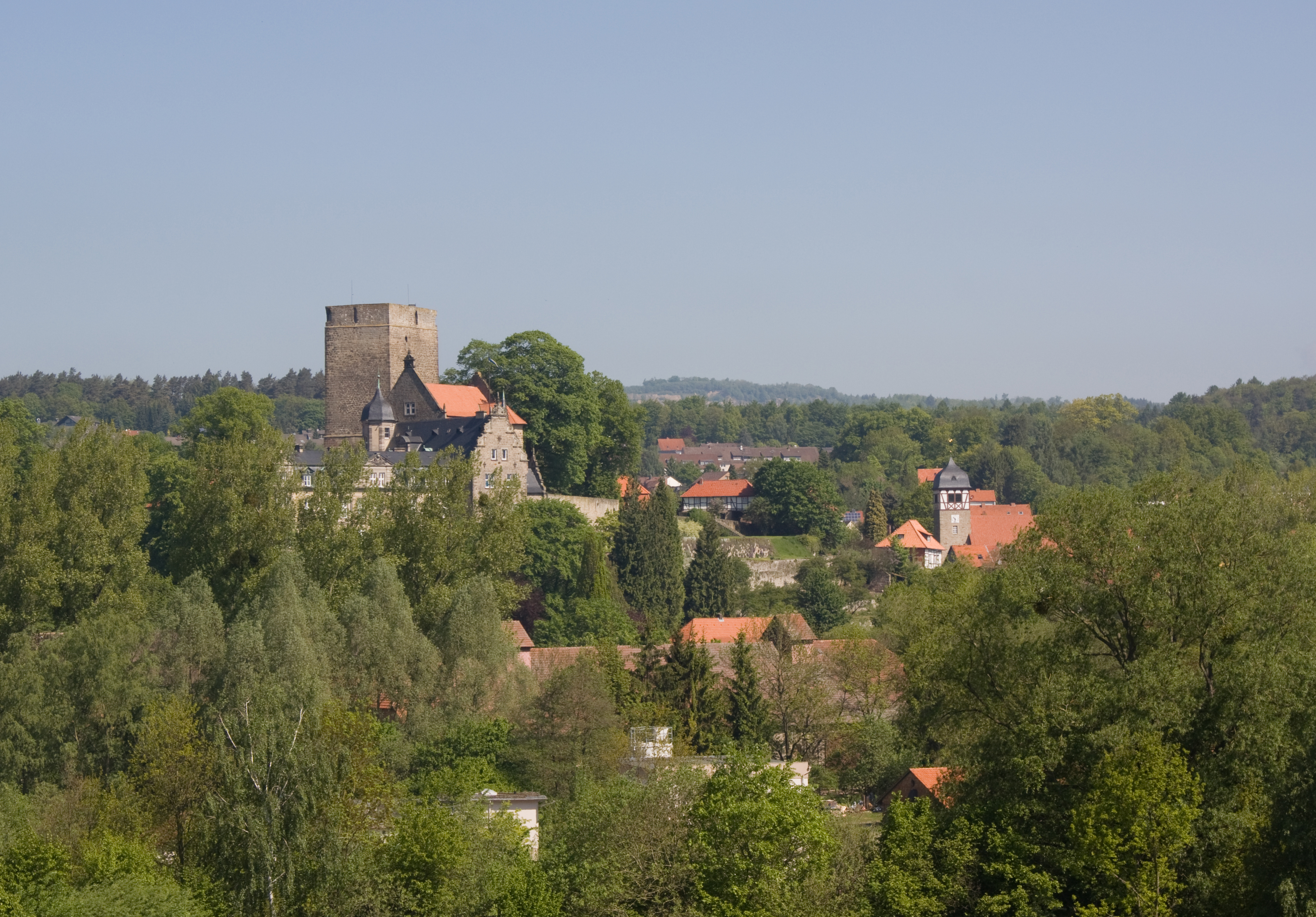
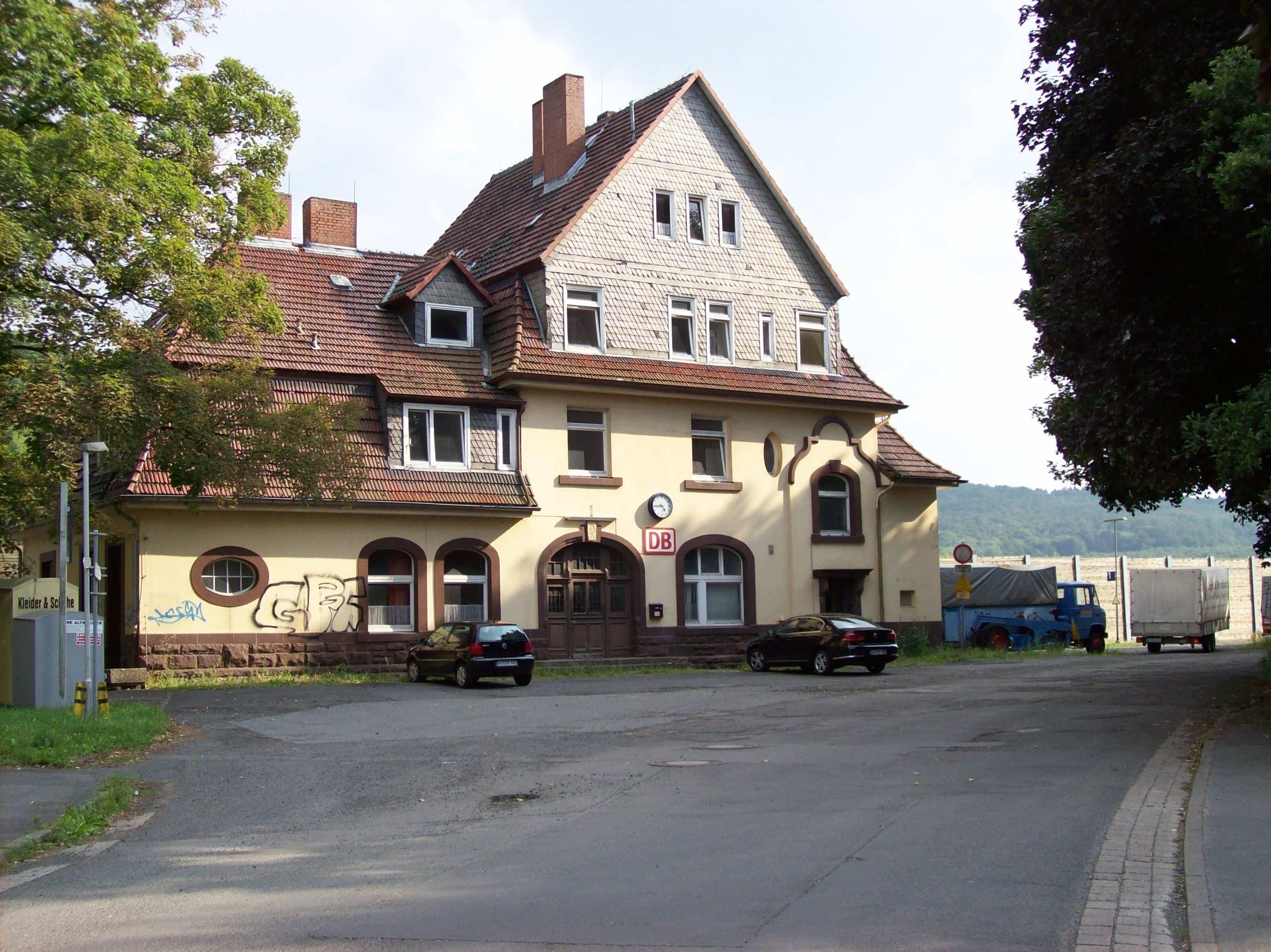
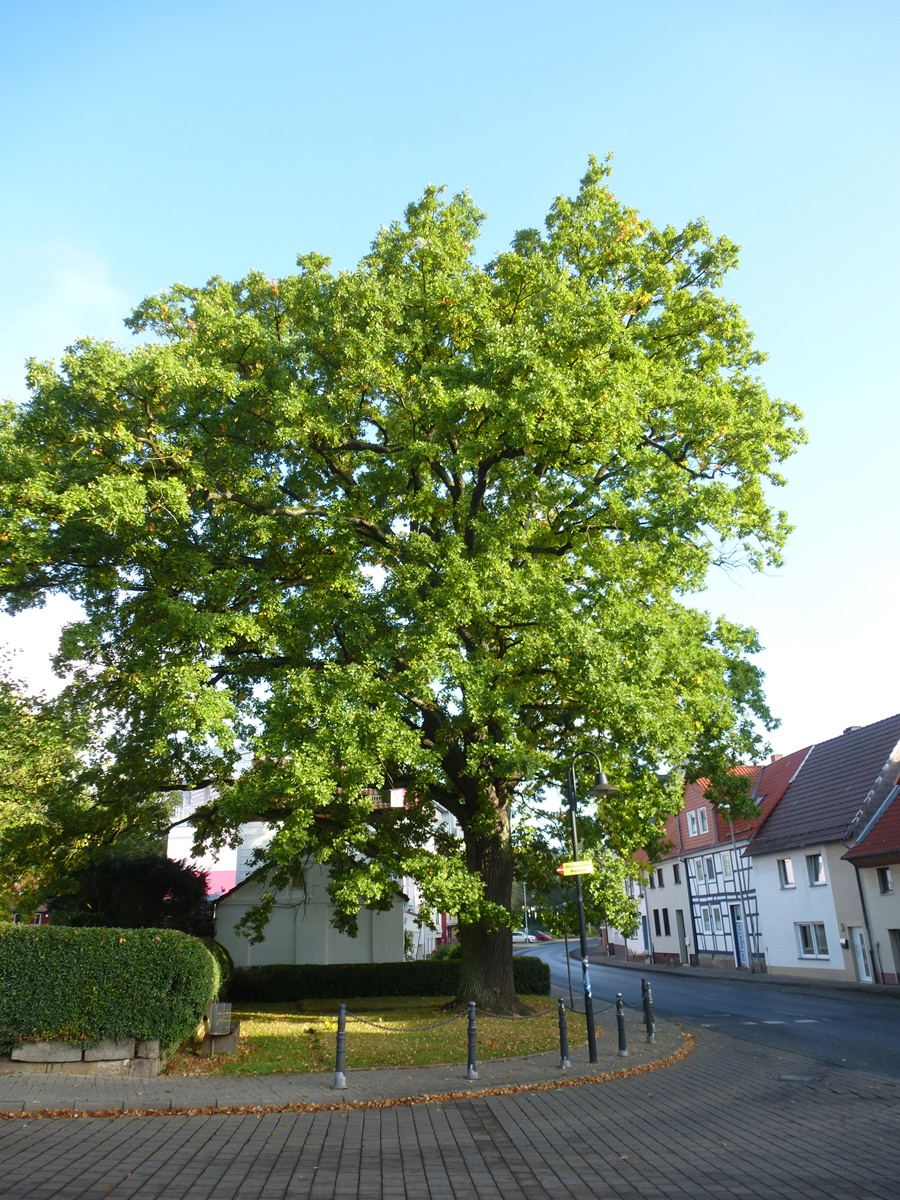
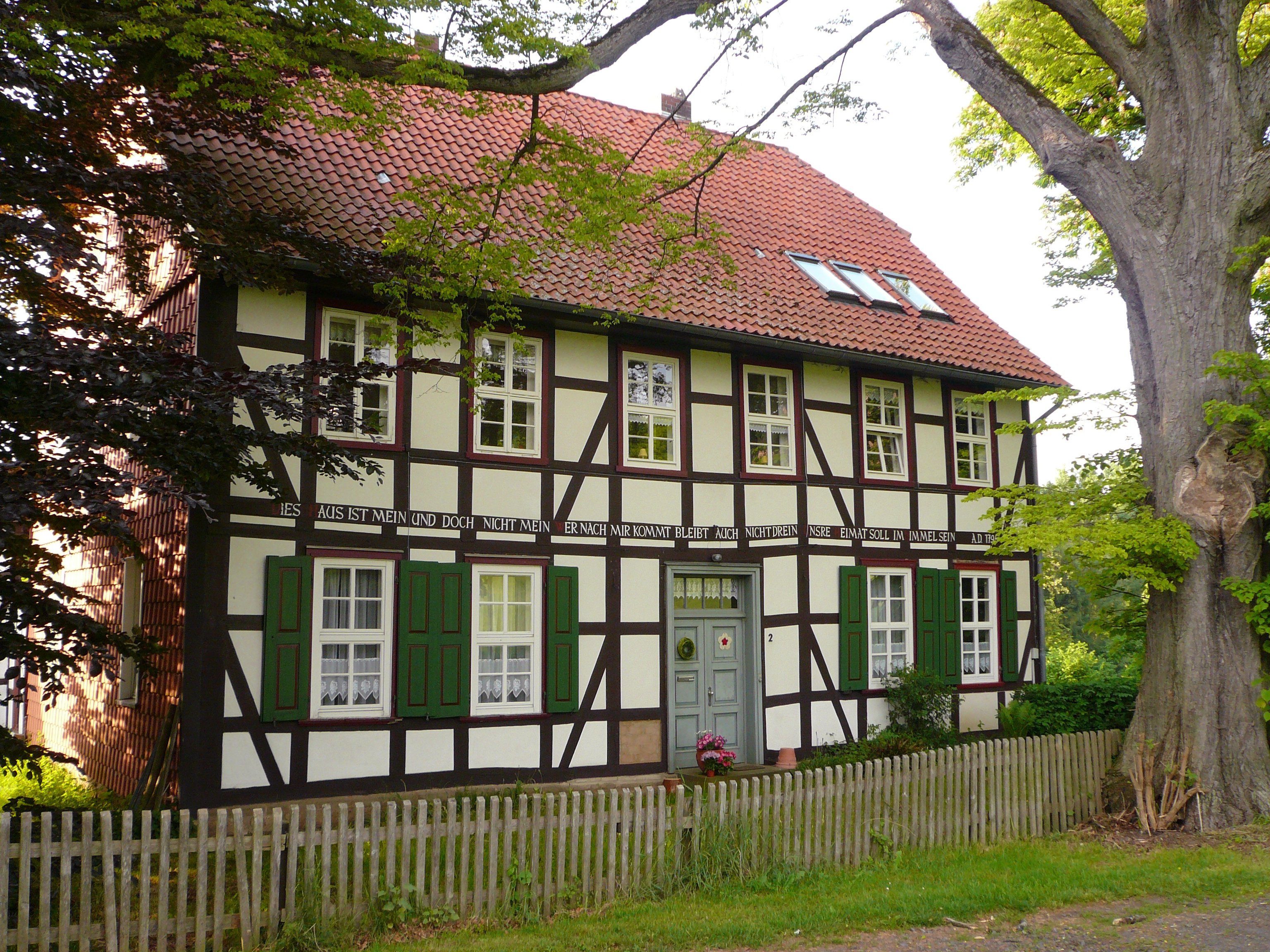
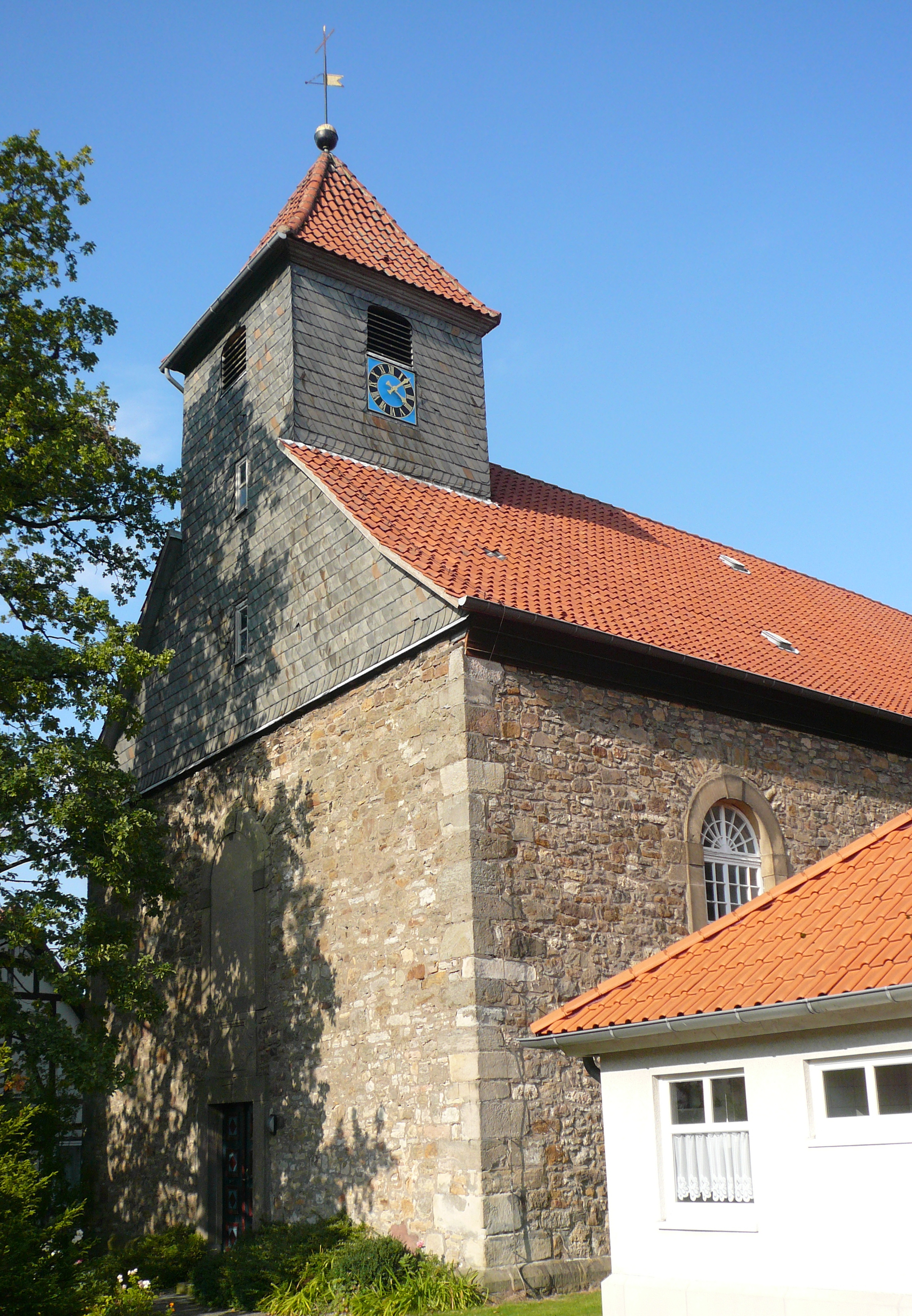
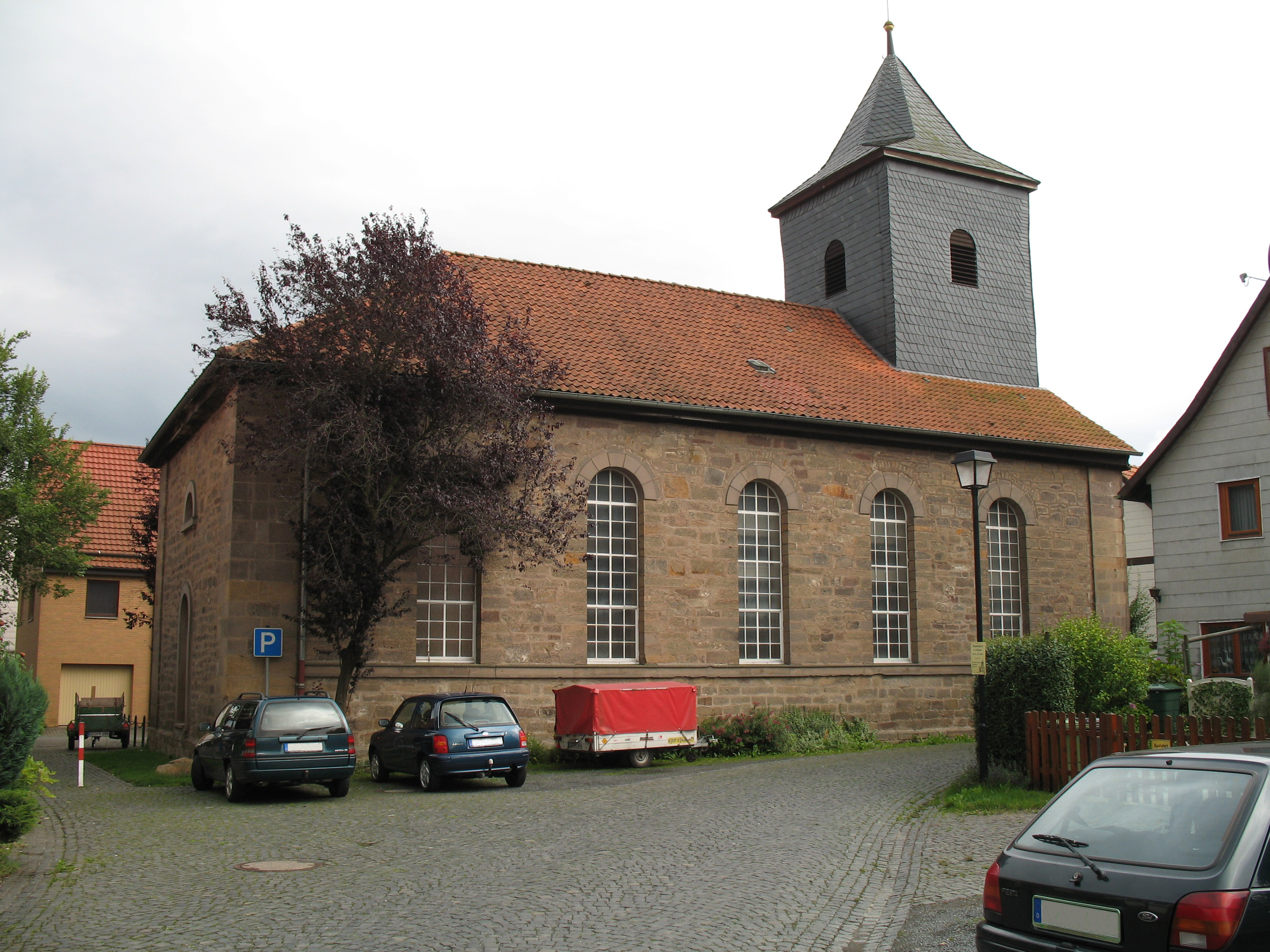
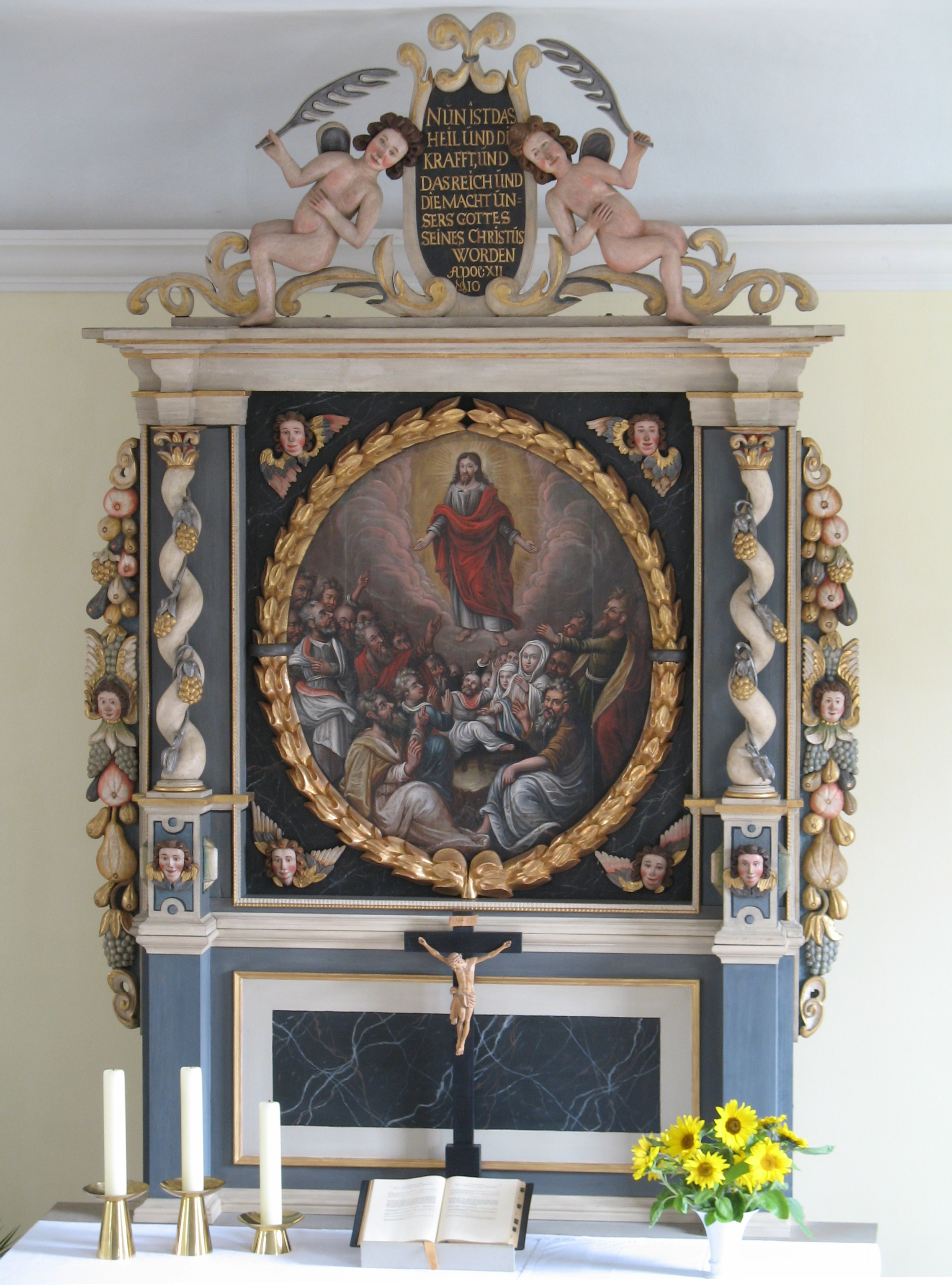
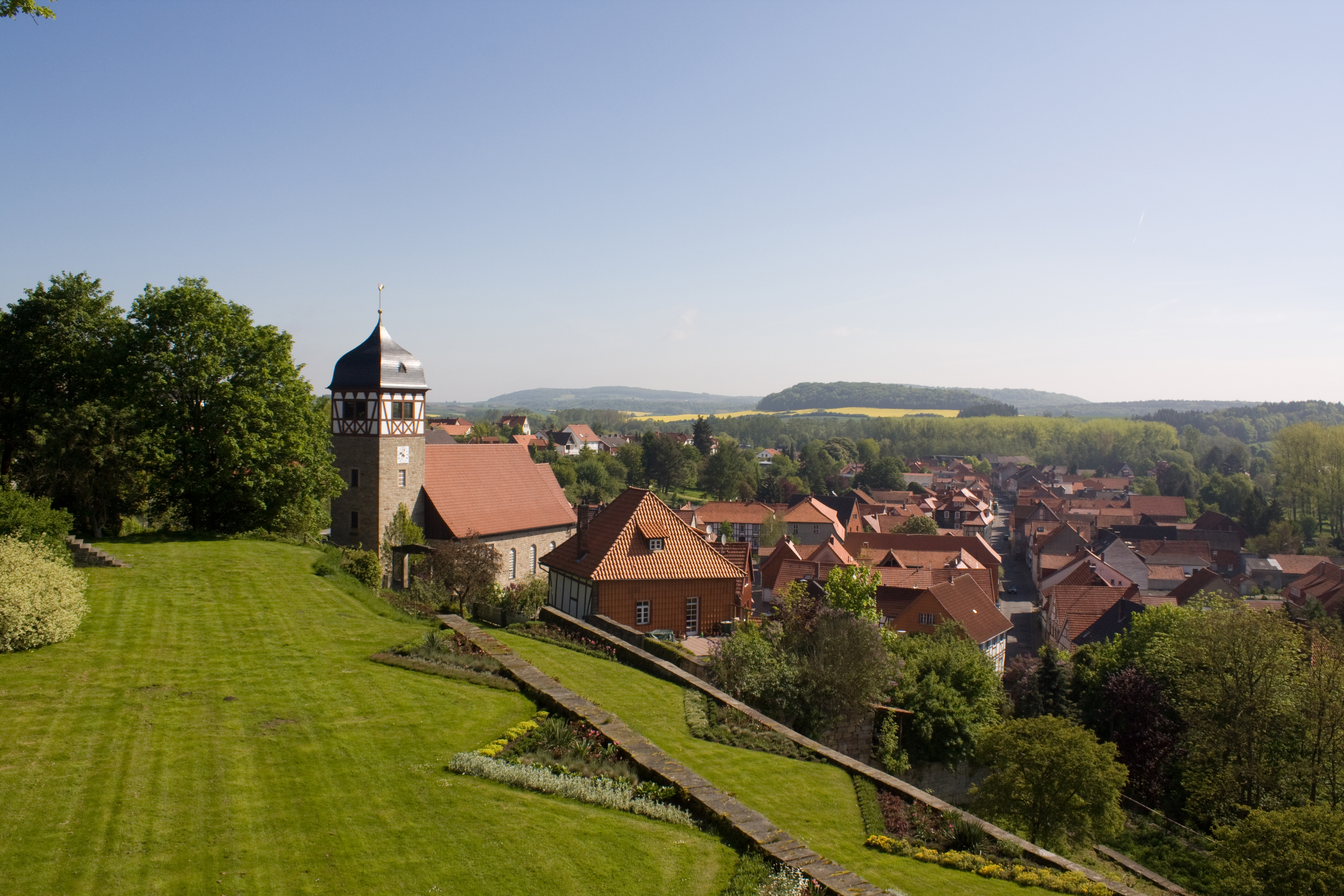
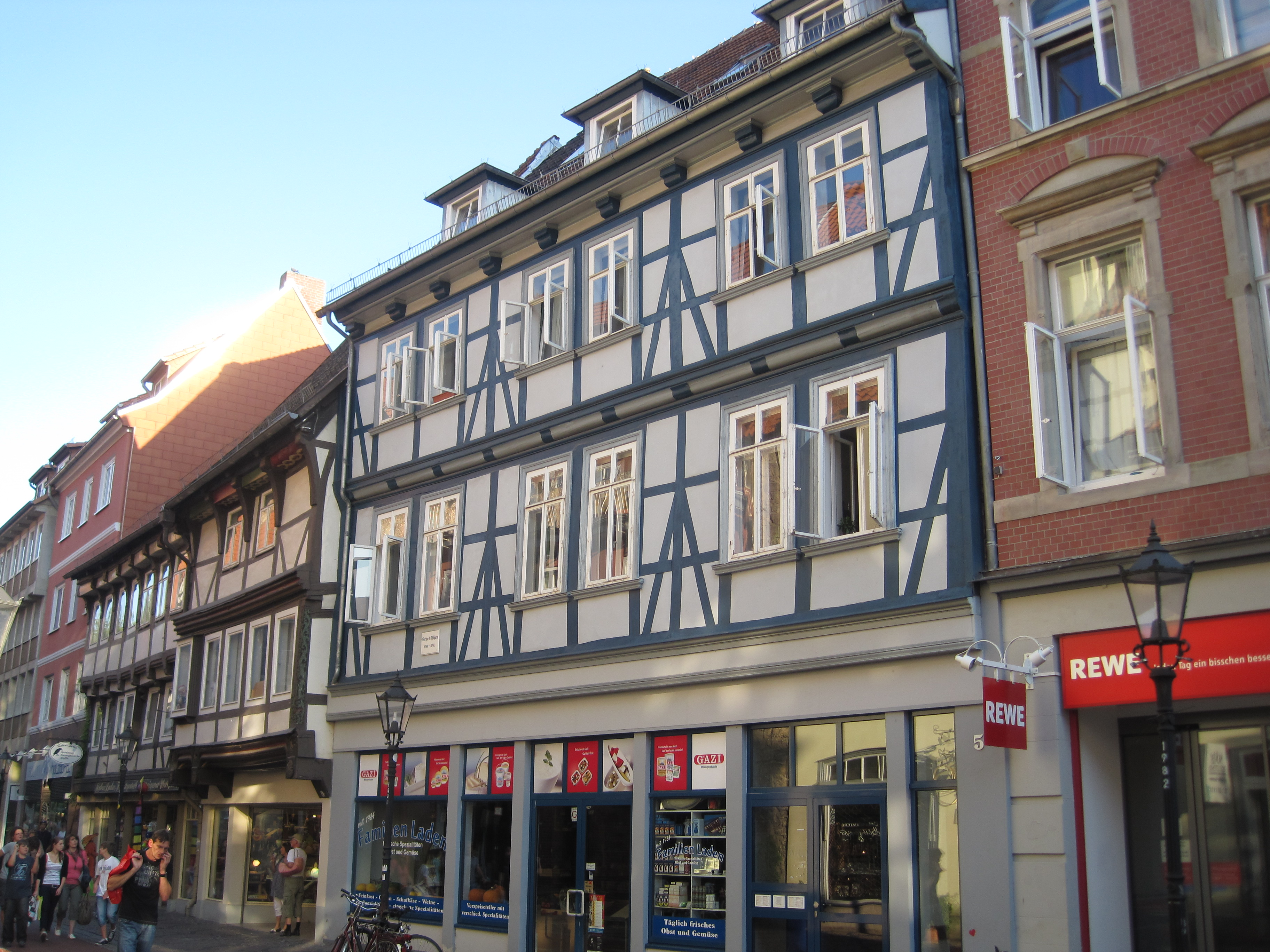
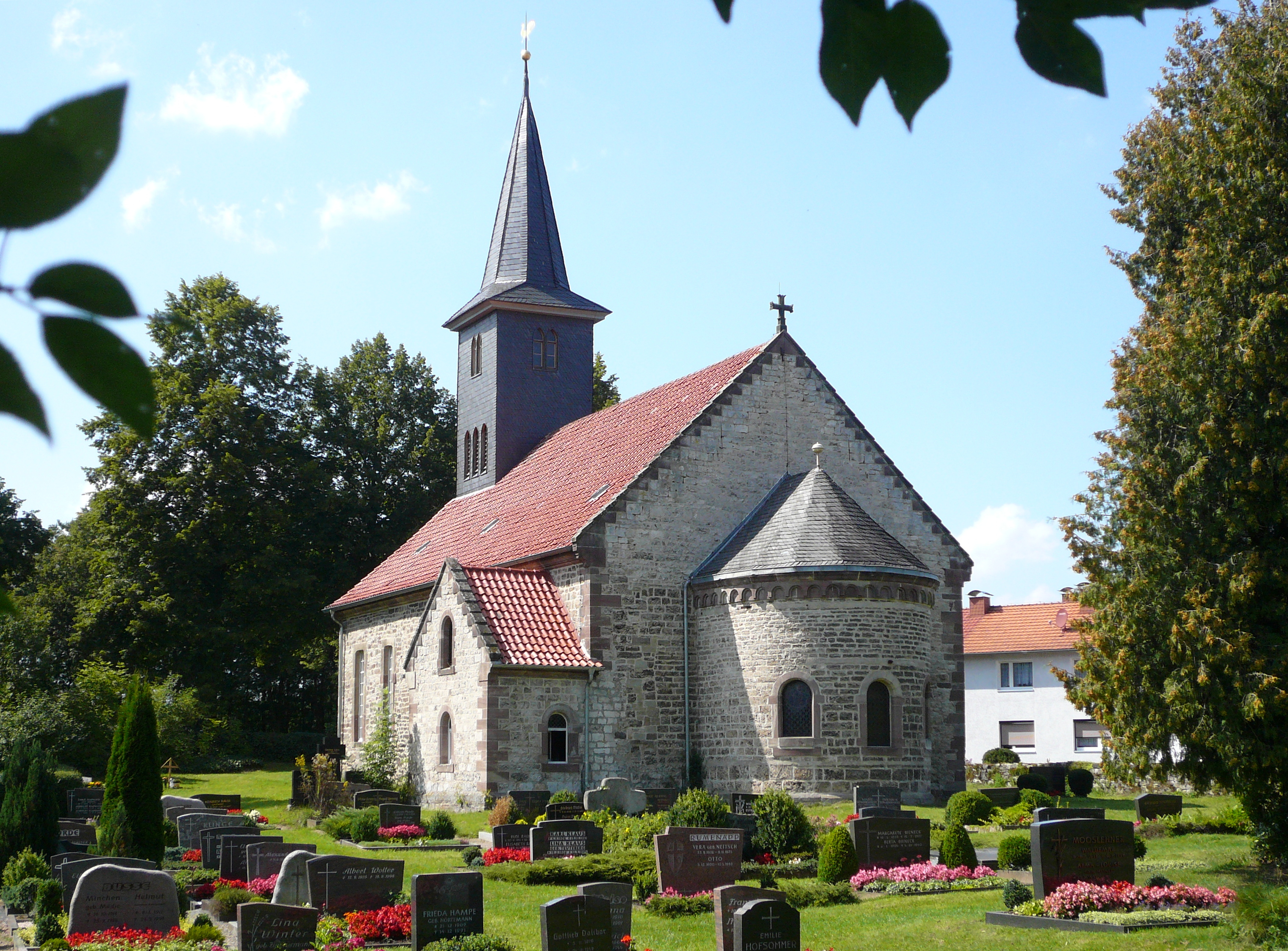
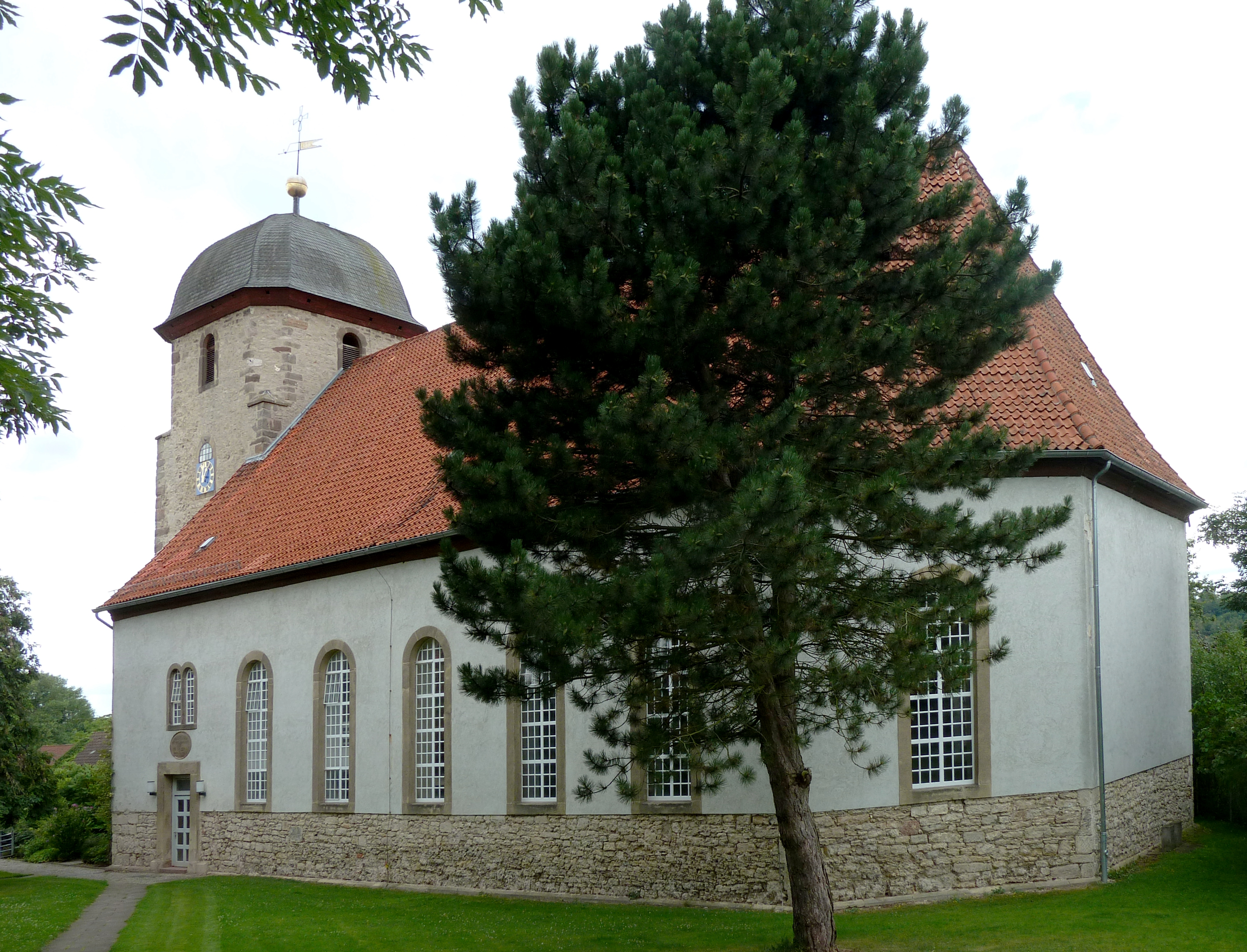